# Pindamonhangaba
Pindamonhangaba est une ville brésilienne située dans l'État de São Paulo. Sa population était estimée à 147 034 habitants en 2010. La municipalité s'étend sur 730 km2.
La municipalité se trouve à environ une centaine de kilomètres de la frontière avec l'État de Rio de Janeiro et à environ cinquante kilomètres de la frontière avec l'État du Minas Gerais. La capitale la plus proche de Pindamonhangaba est São Paulo, située à 146 kilomètres. Pindamonhangaba borde également la station climatique de Campos do Jordão. La distance entre les deux municipalités est d'environ cinquante kilomètres et la connexion se fait via la Rodovia Floriano Rodrigues Pinheiro ou l'Estrada de Ferro Campos do Jordão, qui possède le point ferroviaire le plus élevé du Brésil, à 1 743 mètres d'altitude.

## Géographie
La ville est située dans la vallée du Paraíba Paulista et la région de São José dos Campos, à environ 150 km au nord-est de São Paulo. Elle est desservie notamment par l'autoroute Dutra qui constitue un tronçon de la BR-116, la principale voie de communication routière du pays.

## Personnalités liées à la ville
- José Marcondes Homem de Melo (1860-1937), premier évêque de São Carlos.
- Geraldo Alckmin (né en 1952), gouverneur de l'État de São Paulo et vice-président du Brésil depuis 2023.
- Luiz Gustavo (né en 1987), footballeur ayant évolué notamment à l'Olympique de Marseille.

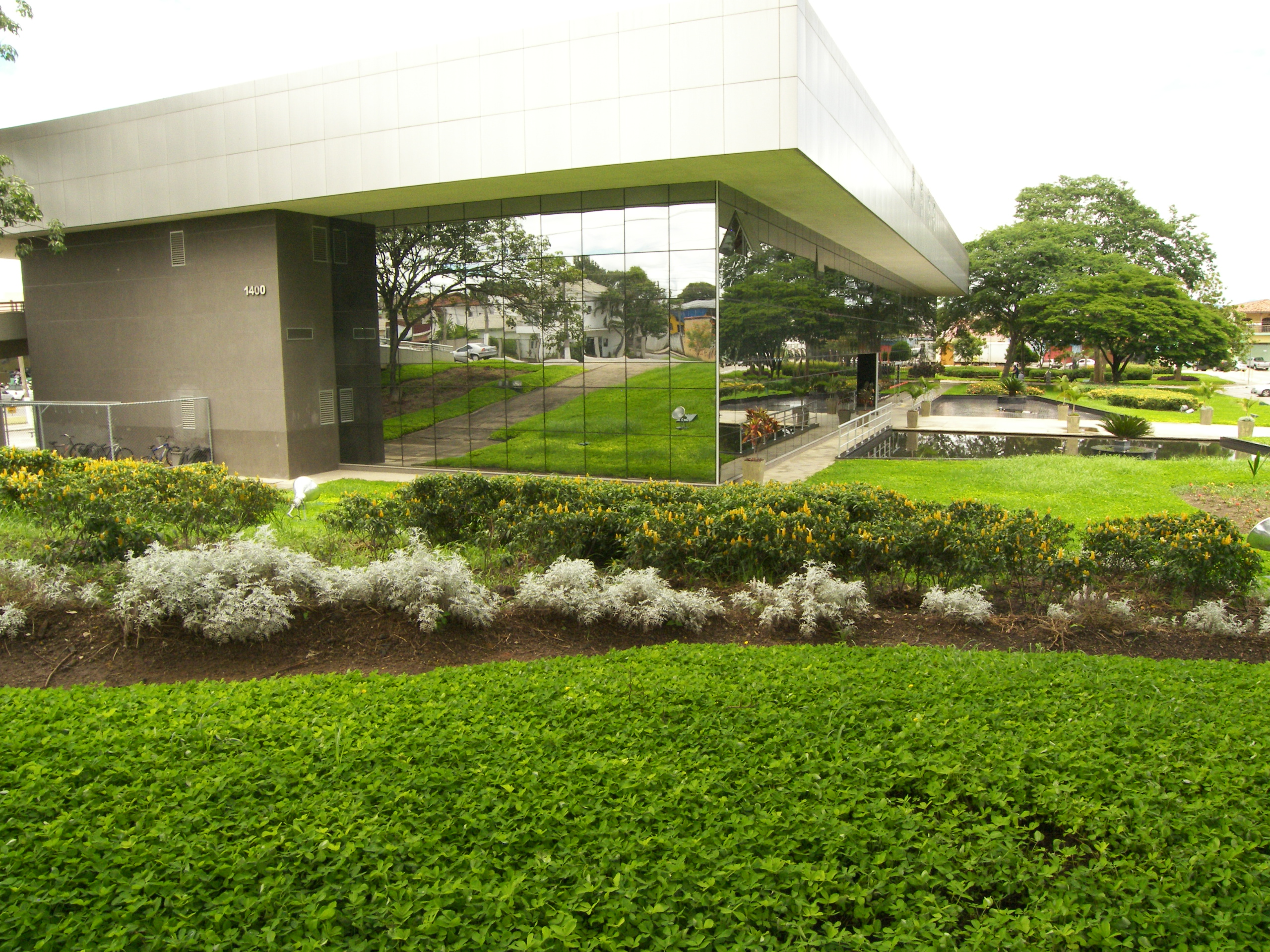
Hôtel de ville
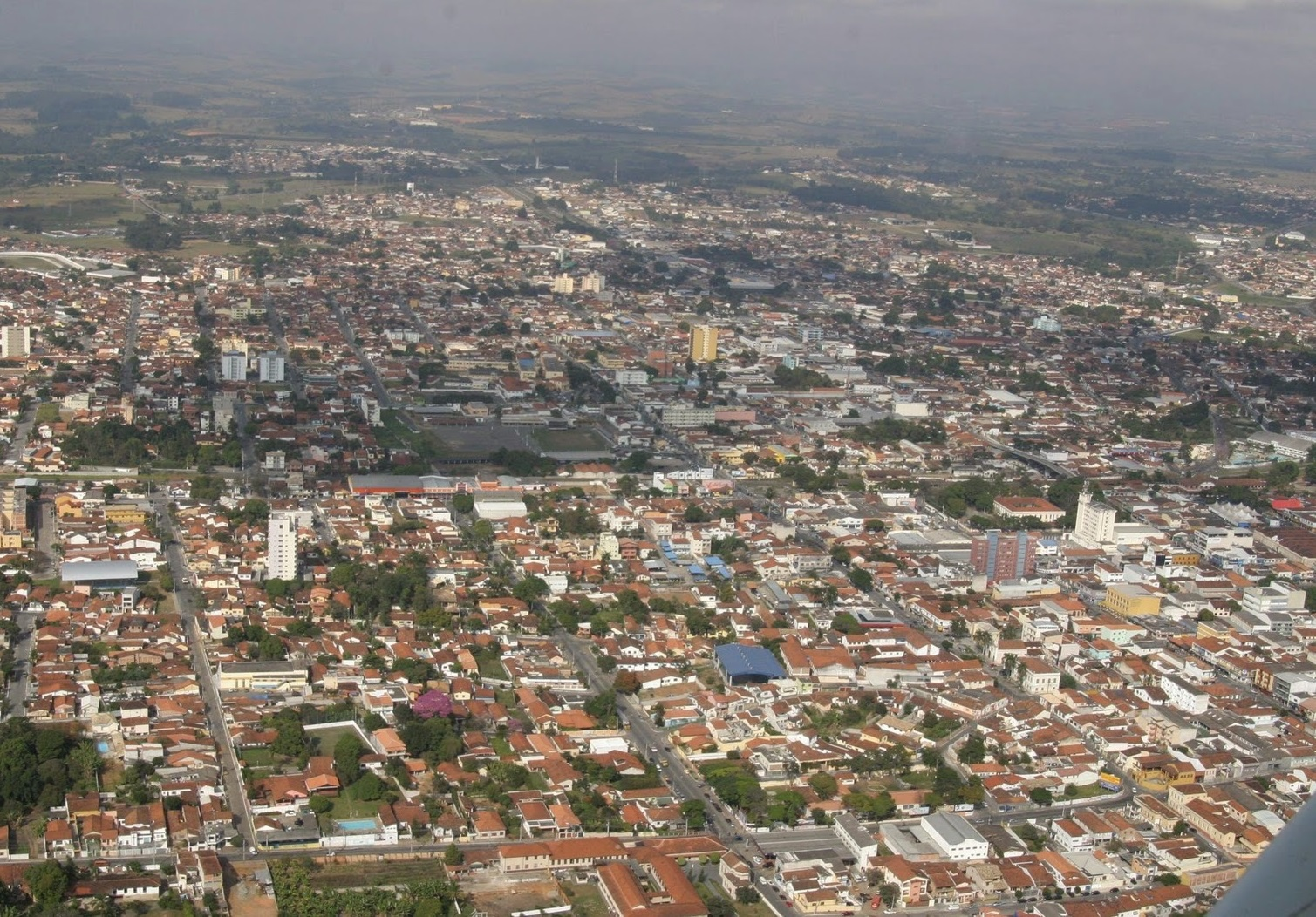
Pindamonhangaba en 2016
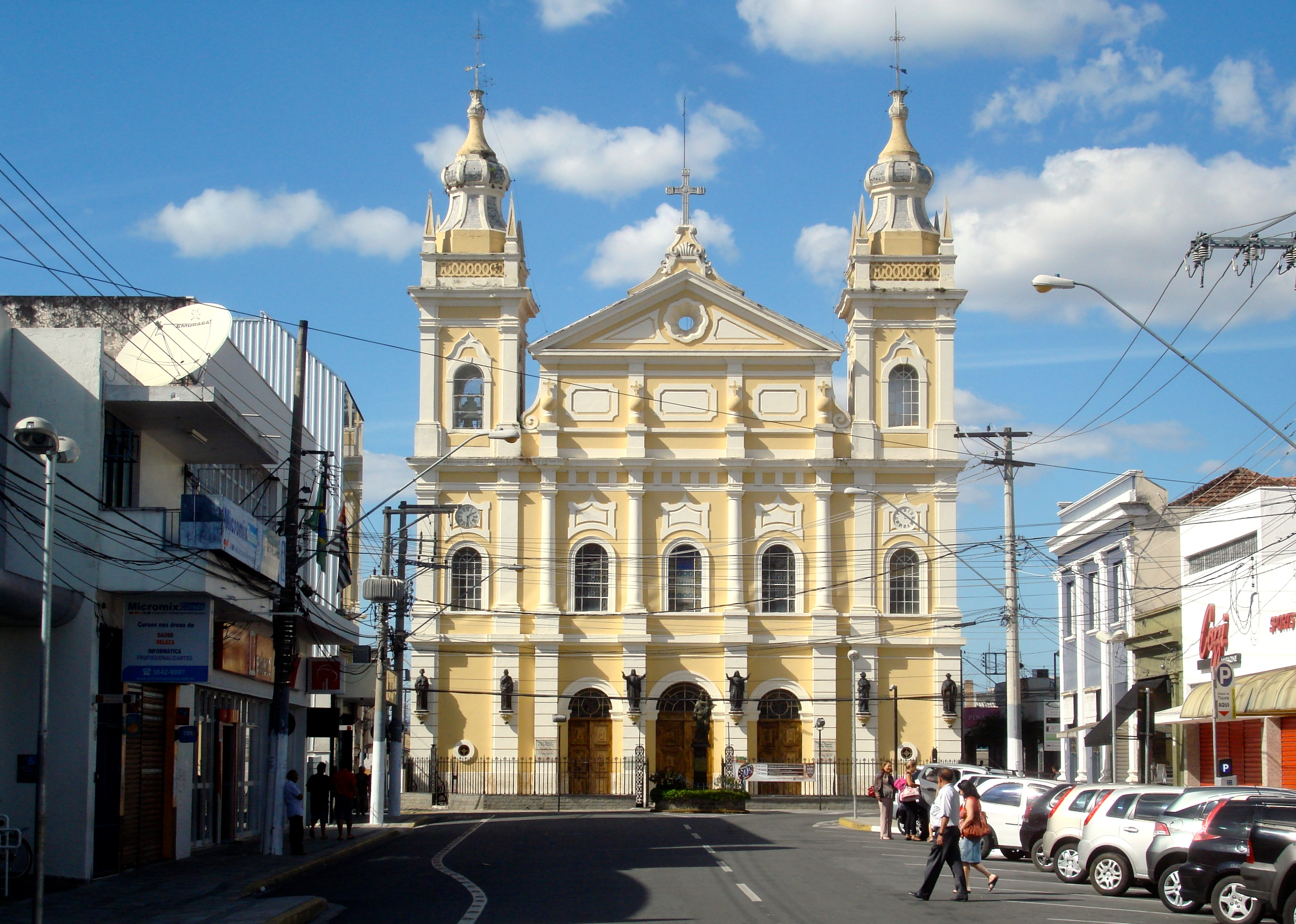
La cathédrale
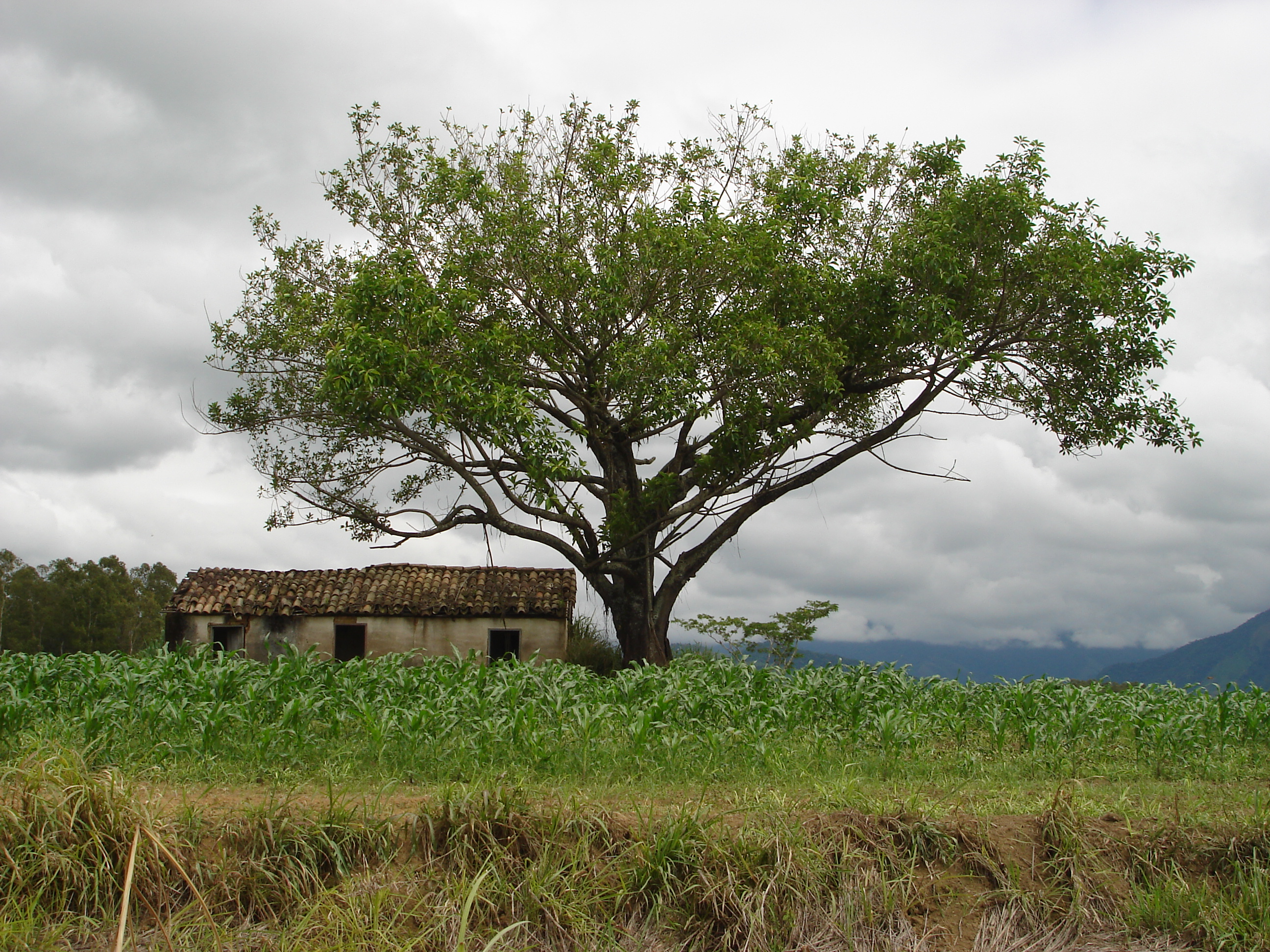
Paysage de Pindamonhangaba